# Cadel Evans
Cadel Lee Evans (n. 14 februarie 1977, Katherine⁠(d), Teritoriul de Nord, Australia) este un ciclist australian membru al echipei UCI BMC Racing Team. A câștigat Turul Franței în 2011 (cu echipa BMC Racing Team). Este primul australian, care a câștigat Turul Franței și cel mai bătrân câștigător de după al doilea război mondial.